# Avitus castaneonotatus
Avitus castaneonotatus är en spindelart som beskrevs av Cândido Firmino de Mello-Leitão 1939. 
Avitus castaneonotatus ingår i släktet Avitus och familjen hoppspindlar. Inga underarter finns listade.